# Eugenio Leoni

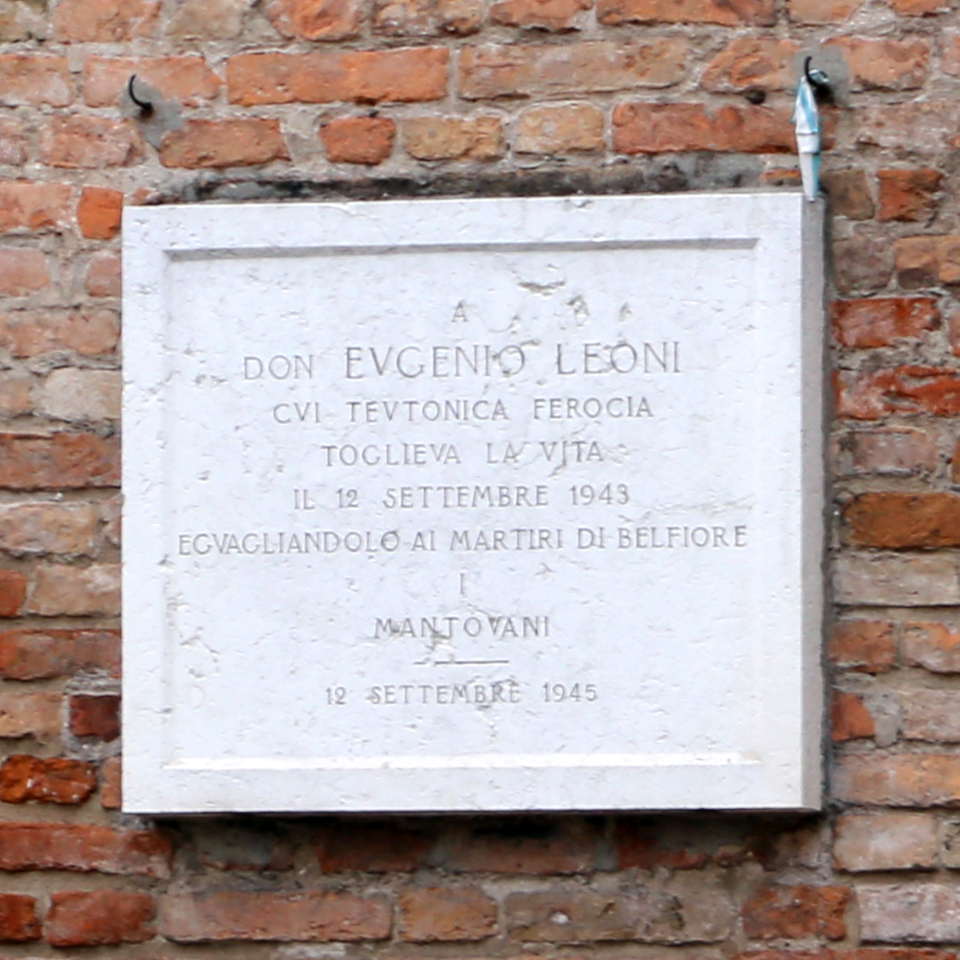
Mantova, lapide a don Eugenio Leoni sulla chiesa di Santa Maria della Vittoria.

Eugenio Leoni (Schivenoglia, 22 marzo 1880 – Belfiore, 12 settembre 1943) è stato un presbitero italiano, vittima del nazifascismo.

## Biografia
Insegnò nel seminario di Mantova e fu cappellano all'ospedale militare durante la I Guerra Mondiale. Era parroco della chiesa di San Simone quando il 12 settembre 1943 fu catturato da una pattuglia di SS. I motivi sono rimasti incerti, probabilmente si era rifiutato di fare il nome di una persona che aveva disarmato un motociclista tedesco. Comunque la canonica fu perquisita e furono rinvenute divise di soldati italiani evidentemente in fuga dopo l'armistizio dell'8 settembre 1943. I tedeschi lo portarono, sottoponendolo a torture durante il tragitto, fino alla valletta di Belfiore, dietro la stazione ferroviaria della città virgiliana, dove fu finito con un colpo di pistola alla nuca.
Sul luogo dove furono giustiziati i "Martiri di Belfiore", una stele innalzata due anni dopo l'eccidio ricorda la morte di Don Eugenio Leoni.

## Onorificenze
Le città di Mantova ha dedicato alla sua memoria la piazza antistante la stazione ferroviaria.